# Sel-Ùn̦kùr
Sel-Ùn̦kùr (Kirgizisch: Сел-Үңкүр, Russisch: Сель-Ункур), ook geschreven als Sel-Ungur of Sel-Unkur, is een grot en archeologische vindplaats uit het vroeg- tot middenpaleolithicum in het zuiden van Kirgizië, aan de westelijke rand van de stad Ajdarken, district Kadamzjaj van de regio Batken, in de Vallei van Fergana aan de voet van de Ešme-Too. Het is de enige gelaagde site op het grondgebied van Zuid-Kirgizië die toegeschreven werd aan het vroegpaleolithicum.
De Sel-Ùn̦kùr-grot ligt 30-40 meter boven het dalniveau en kijkt naar het oosten met een brede afgeronde boog die een hoogte van ongeveer 25 m bereikt, een breedte van 20 m bij de ingang en een diepte van ongeveer 50 m. De grot is vochtig, het plafond is roetachtig, naarmate men dieper in de grot gaat stijgt de vloer, in de diepte zijn stortplaatsen met enorme blokken zichtbaar.
In 1955 verkende de paleolithische afdeling van de Academie van Wetenschappen van de Kirgizische SSR de grot.
De eerste sleuf werd in de grot gelegd door Antanas Poška, Aleksej Okladnikov en archeoloog en heemkundige P.T. Konoplja van Farg'ona. In 1964 onderzocht het Farg'ona archeologisch team van de Academie van Wetenschappen van de Oezbeekse SSR de grot. De opgravingen onthulden verschillende afslagen op een diepte van 1,1 m. Het materiaal voor het maken van de gereedschappen werd hierheengebracht, maar er werd geen soortgelijk materiaal gevonden in de grot en het dal. 
Sinds 1980 werden er regelmatig opgravingen uitgevoerd onder leiding van Oʻtkir Islomov. In 2014-2016 werden opgravingen in de grotten van Sel-Ùn̦kùr en Obişir uitgevoerd door de internationale expeditie "Rusland-Kirgizië-Duitsland".
Oʻtkir Islomov schreef de vondsten in de losse sedimenten van de grot toe aan het Acheuléen en dateerde ze naar het Vroeg Pleistoceen. Leonid Visjnjatski schreef de site toe aan het vroegpaleolithicum en verwees naar het Oldowan. Vadim Ranov schreef Sel-Ùn̦kùr toe aan het Vroege Pleistoceen en de laatste fase van het Karatau-Oldowan, een aantal andere onderzoekers aan het Midden-Pleistoceen. Wetenschappers suggereerden dat de vroege mens al in het vroegpaleolithicum het grondgebied van Zuid-Kirgizië bewoonde. In de archeologische materialen van de Sel-Ùn̦kùr-grot zag men een overlap van de later geïntroduceerde Acheuléen-traditie met het oudere lokale Oldowan, het duidelijkst vertegenwoordigd in de primaire steenverwerking, met een aanzienlijk deel middenpaleolithische elementen.

## Menselijke resten
In de jaren 1980 werd in de Sel-Ùn̦kùr-grot een goed bewaard gebleven schedel ontdekt. Later werden fragmenten van een schedel, humerus, tanden (3 bovenste snijtanden en 3 onderste premolaren) van de vroege mens ontdekt, welke werden geïnterpreteerd als vermoedelijk behorend tot een archaïsche vorm van Homo erectus. Vijf tanden behoorden waarschijnlijk toe aan een mannelijk individu van 35 tot 40 jaar, één tand (snijtand Nr. 1) was vanwege het kleine formaat waarschijnlijk van een vrouwelijk individu.
De controversiële datering van het complex, die oorspronkelijk werd voorgesteld als meer dan 1 miljoen jaar BP, werd niet bevestigd door recenter onderzoek. Russische onderzoekers dateren de tanden en humerus nu tot 126.000 BP, en behorend tot een late overgangsvorm van Homo erectus. 
De vondsten worden bewaard in de Staatsmuseum van de geschiedenis van Oezbekistan in Tasjkent. 